# Croton microcarpus
Espèce
Croton microcarpus est une espèce de plantes à fleurs du genre Croton et de la famille des Euphorbiaceae présente du Brésil au Paraguay.
Il a pour synonymes :
- Croton microcarpus var. robustus, Chodat & Hassl.
- Oxydectes microcarpa, (Müll.Arg.) Kuntze